# 布施雅英
布施 雅英（ふせ まさひで、3月8日 - ）は、日本の男性声優。ALBA所属。以前はラムズ、リップオンヒップに所属していた。RAMS Professional Education一期生出身。
2006年発売のゲーム『アルトネリコ 世界の終わりで詩い続ける少女』の主人公、ライナー・バルセルト役でデビュー。

## 出演

### OVA
- アルトネリコ 世界の終わりで詩い続ける少女（2006年、ライナー・バルセルト）

### ゲーム
- グラナド・エスパダ（ロルク・ブルホレン）
- アルトネリコ 世界の終わりで詩い続ける少女（2006年、ライナー・バルセルト）
- アーマード・コア4（2006年、アンシール）
- クロスエッジ（2008年、ライナー・バルセルト）
- フォーチュンサモナーズ 〜アルチェの精霊石〜 Deluxe（2009年、ハーネル先生）
- 桜花センゴク! Portable（2012年、足利義昭）

### ドラマCD
- アルトネリコ 第1 - 4巻（ライナー・バルセルト）
- side咲〜After story〜（ライナー・バルセルト）
- Voice de トウコウスフィアFinal〜ありがとうアルポータル〜（ライナー・バルセルト）
- てんしのはねとアクマのシッポ（ルカ）

### Vシネマ
- RAY（2005年、慎一）

### ラジオ
- ラジオ幻想水滸伝 集まれ!108星!（マッシュ・シルバーバーグ）
- ラジオ ディメンションゼロ（アニスタ.TV）
- 布施雅英 高橋麗子のラジオトポロジカル博物館（2011年4月20日 - ）